# Necydalosaurus ichneumonides
Necydalosaurus ichneumonides là một loài bọ cánh cứng trong họ Cerambycidae.